# 侯大節
侯大節（16世紀—17世紀），號元峯，河南衛輝府汲縣人，明朝政治人物。

## 生平
侯大節是隆慶四年（1570年）庚午科河南鄉試第六十四名舉人，萬曆十七年（1589年）成己丑科進士，獲授益都知縣，轉任滿城知縣，都有清慎名聲。後來他歷任都察院經歷、戶部郎中有聲譽功績。萬曆三十二年（1604年）外任萊州府知府時因為母親去世未赴，服闋後，三十五年降補蘄州知州，三十七年亦因為忤逆權貴而稱病回鄉二十多年，時稱「林下一人」。去世後入祀鄉賢祠，而滿城、益都、蘄州都將他入祀名宦祠。

## 家族
曾祖侯爵，寿官。祖侯世儒，典史。父侯慎，廪生。